# Кобаясі Кійотіка
Кобаясі Кійотіка (яп. 小林清親, 10 вересня 1847, Токіо — 28 листопада 1915) — японський художник другої половини 19 ст.

## Життєпис
Народився у Токіо. Його батько Кобаясі Мохе був чиновником по розвантаженню рису, зібраного як податки. Його мати була донькою такого ж чиновника. В родині було дев'ять дітей. Батько помер 1862 року і молодший син Кийошика перебрав на себе роль голови родини.
У 1855 їх будинок був поруйнований під час землетрусу (частих у Японії), на щастя ніхто з родини не постраждав.

## Відвідини Кіото
1865 року він відвідав старовинну столицю Японії Кіото як підлеглий одного з посадовців. Згодом він оселився у місті Осака. В часи громадянської війни у Японії 1868 року він брав участь у боях на боці сьогуна. Сьогун програв і молодий вояк повернувся до міста Осака. Як кожний феодальний і добропорядний підлеглий японець, як прихильник влади сьогуна, він не покинув сюзерена і знову прийшов на службу до нього. прибувши у Едо (Токіо). Після падіння Едо він перебрався до Сідзуока, що був резиденцією клану Токугава.

## Повенення у Токіо й опанування мистецтва малювання
Едо був перейменований на Токіо. У травні 1873 разом із старою матір'ю у Токіо, де стара померла у вересні того ж року. Перебування у Токіо навернуло молодика до мистецтва, чому сприяли життєві і психологічні потрясіння і спілкування з такими митцями, як Каванабе Кійосай (1831—1889) та Шибата Чешин (1807—1891). За припущеннями, саме з ними він і опановував нову для нього галузь — малювання і техніку створення гравюр укійо-е.

## Враження від модернізації Японії
Вже 1875 року вийшли з друку його перші гравюри, де він подав швидкі темпи модернізації та вестернізації Японії. Низка японських художників звернулась до культурного і технологічного надбання країн Заходу. В місцевому мистецтві це відбилося у пристосуванні світлотіні і елементів перспективи, давно розроблених італійськими майстрами, в традиційній японській графіці. Зреагували художники Японії і на ознаки західноєвропейської техніки, західноєвропейського одягу, котрий почав витісняти традиційний японський одяг, особливо у середовищі військових і багатих верств японського суспільства. Джерелом нових художніх засобів для японського митця, як вважають, був живопис художника Чарльза Віргмана (1832—1891). З 1878 року він почав стажуватись під керівництвом більш досвідченого художника.

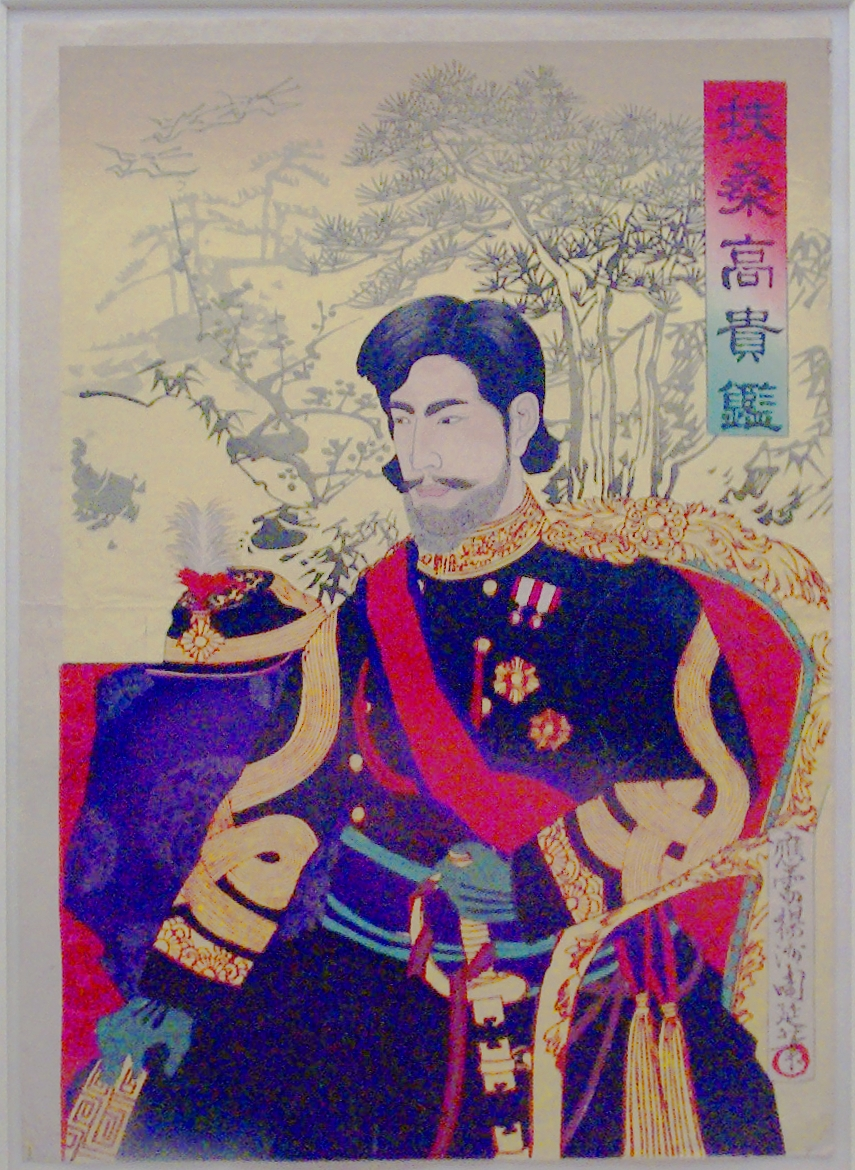
Тойохара Шиканобу (1838 - 1912). «Імператор Мейдзі» дереворит, 1887, Британський музей
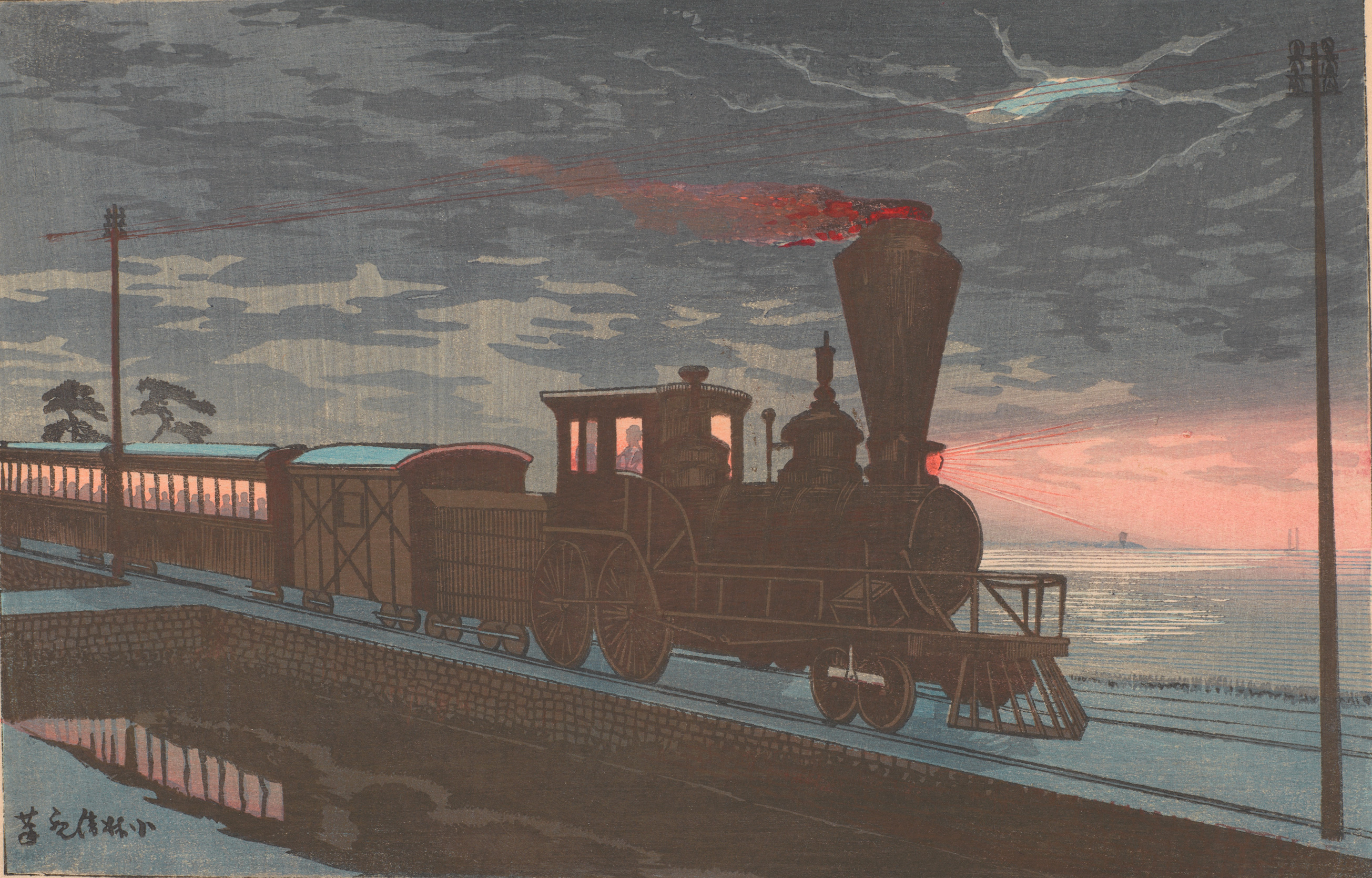
Кобаясі Кийошика. «Краєвид Таканава з потягом при місячному освітленні», 1879
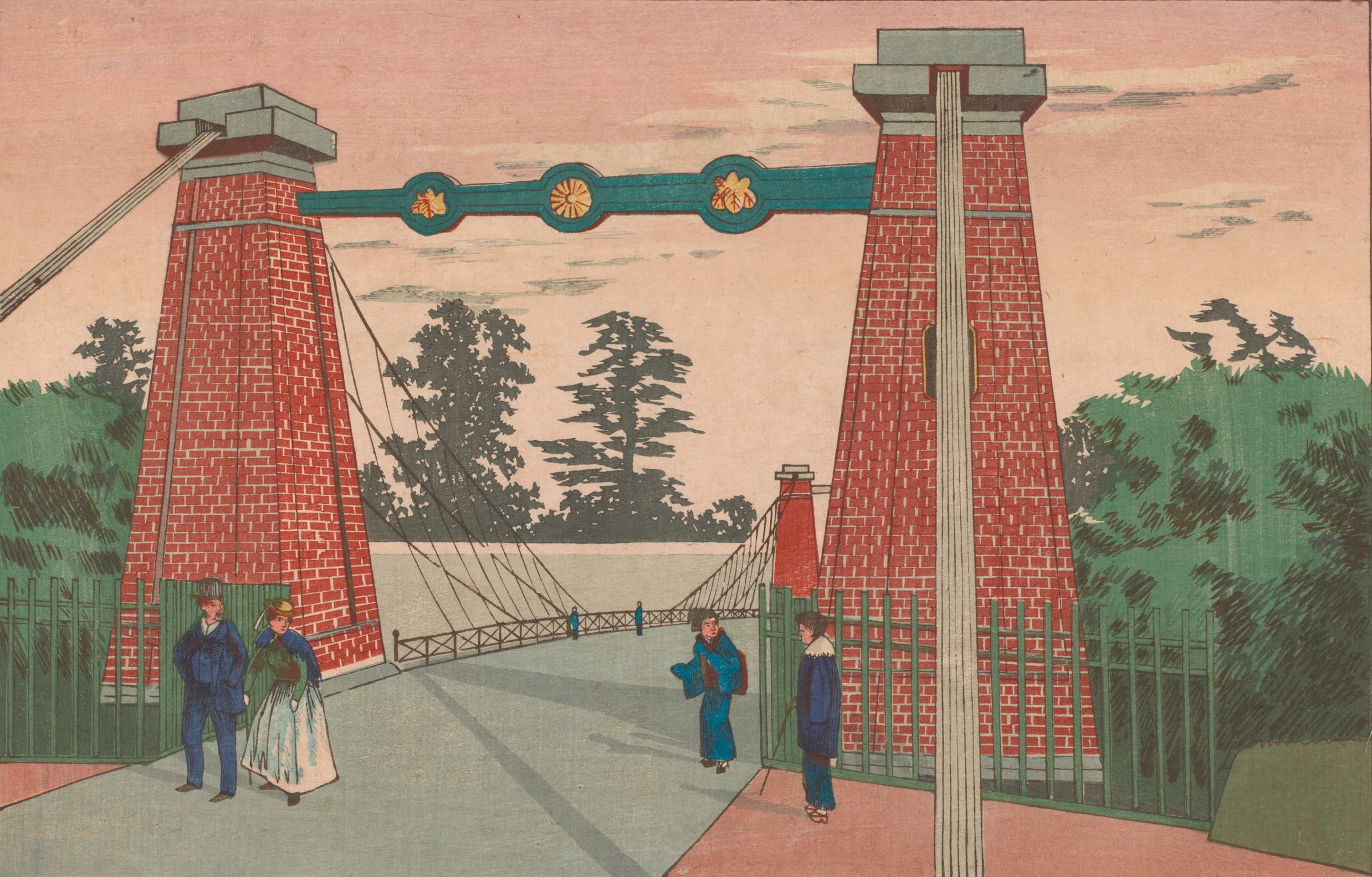
Кобаясі Кийошика. «Півдвісний міст нового для Японії типу біля замку Граунд», бл. 1879

## Мілітаризм в творах художника
Напівфеодальне керівництво Японії використало модернізацію країни перш за все на зміцнення армії. Військова справа й модернізація у армії приваблювали Кабояши Кийошика як колишнього військового і мілітарно налаштованого японця. Зображення військових, військових сутичок на суходолі і на морі посіло помітне місце у його творчості. При цьому він щиро оспівував військові чесноти японської армії і флоту, військових як носіїв ще феодальних чеснот, що йшли ще від самураїв, що зробили війну бажаним фахом і єдиною справою, заради котрої вони жили і діяли.

## Ілюстратор газет та журналів

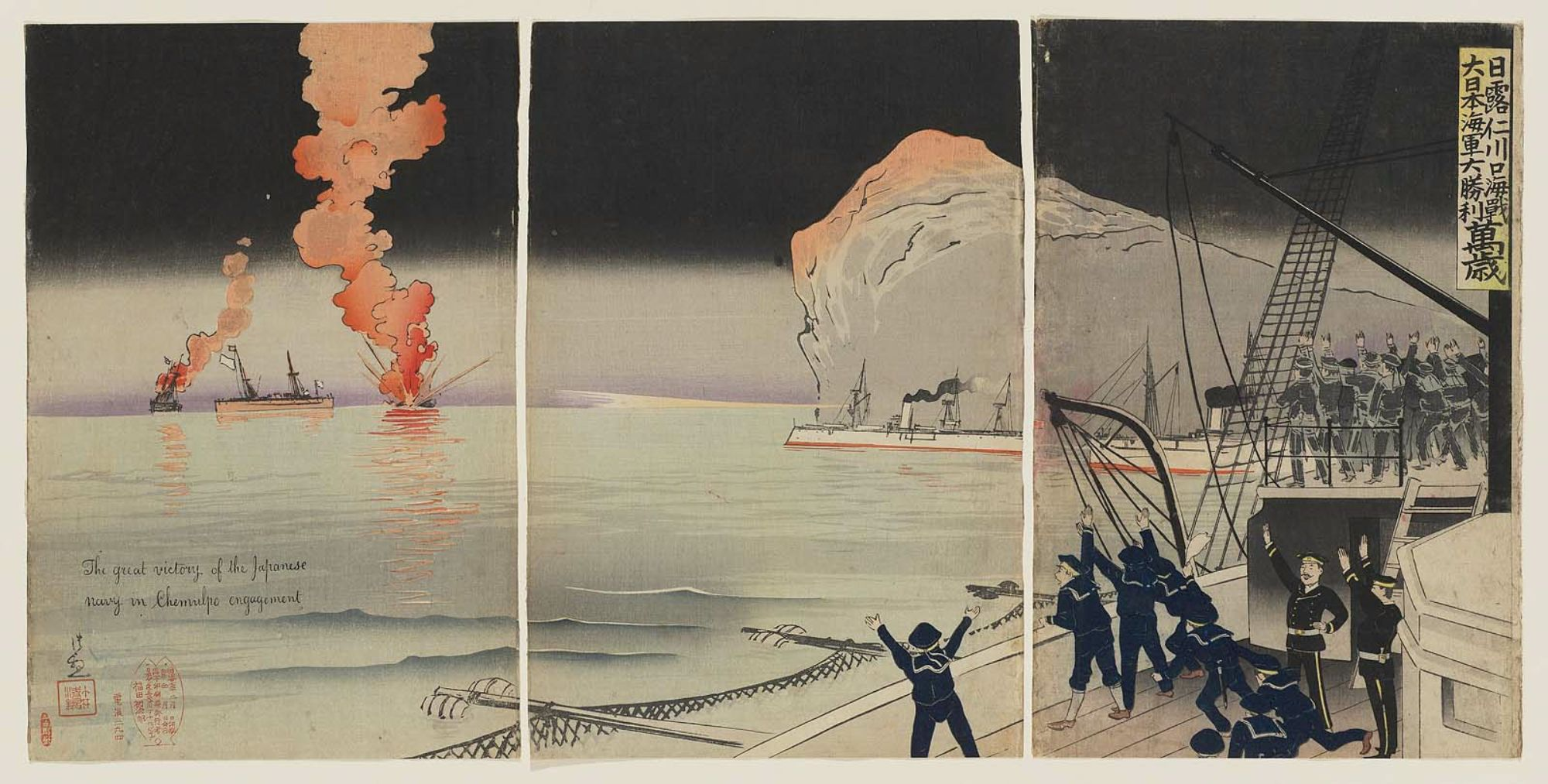
Кобаясі Кийошика. «Велика перемога японського флоту на росіянами на морі», 1904. Музей витончених мистецтв (Бостон)

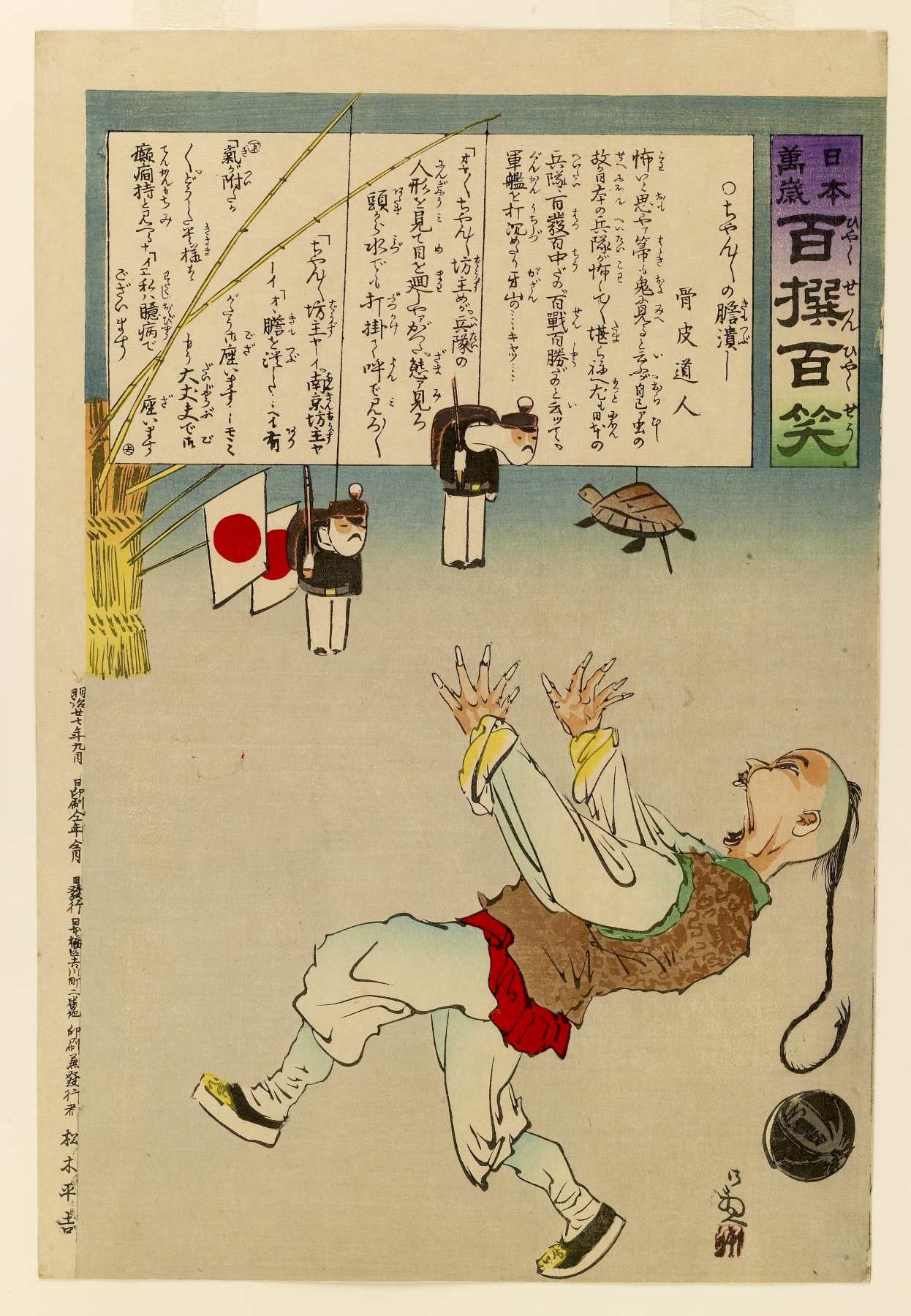
Кобаясі Кийошика. «Китаєць, переляканий від лялькових японських вояків»

Модернізація Японії супроводжувалась швидким розвитком газет і журналів. В свою чергу це викликало попит на художників і ілюстраторів. Одним з таких ілюстраторів і став Кобаясі Кийошика, котрий обслуговував низку періодичних видань.
Зрозуміло, що митець стояв на позиціях японського патріотизма, котрий тоді розуміли як прихильність до імператора і схвалення мілітаризму. Серед творів художника чимало зразків зі сценами перемог японських вояків спочатку у японо-китайській війні, потім і російсько-японській війні. Новітні теми були вирішені в стилістиці старовинної японської графіки укійо-е з висвітленими фарбами, з розподілом на три частини тощо.

## Останні роки
В останні роки він відійшов від швидких вимог праці для періодичних видань і зосередився на живопису. Він не став заможним художником і навіть якийсь час його дружина торгувала віялами і поштівками, аби підтримати фінанси родини. Дружина художника померла 1912 року. Хворів і сам художник. Для лікування ревматизму він відвідував один з японських курортів у Мацумото. Художник помер 28 листопада 1915 року у власному будинку у місті Токіо.

## Родина
У родині художника було дві доньки.

## Обрані твори (галерея)

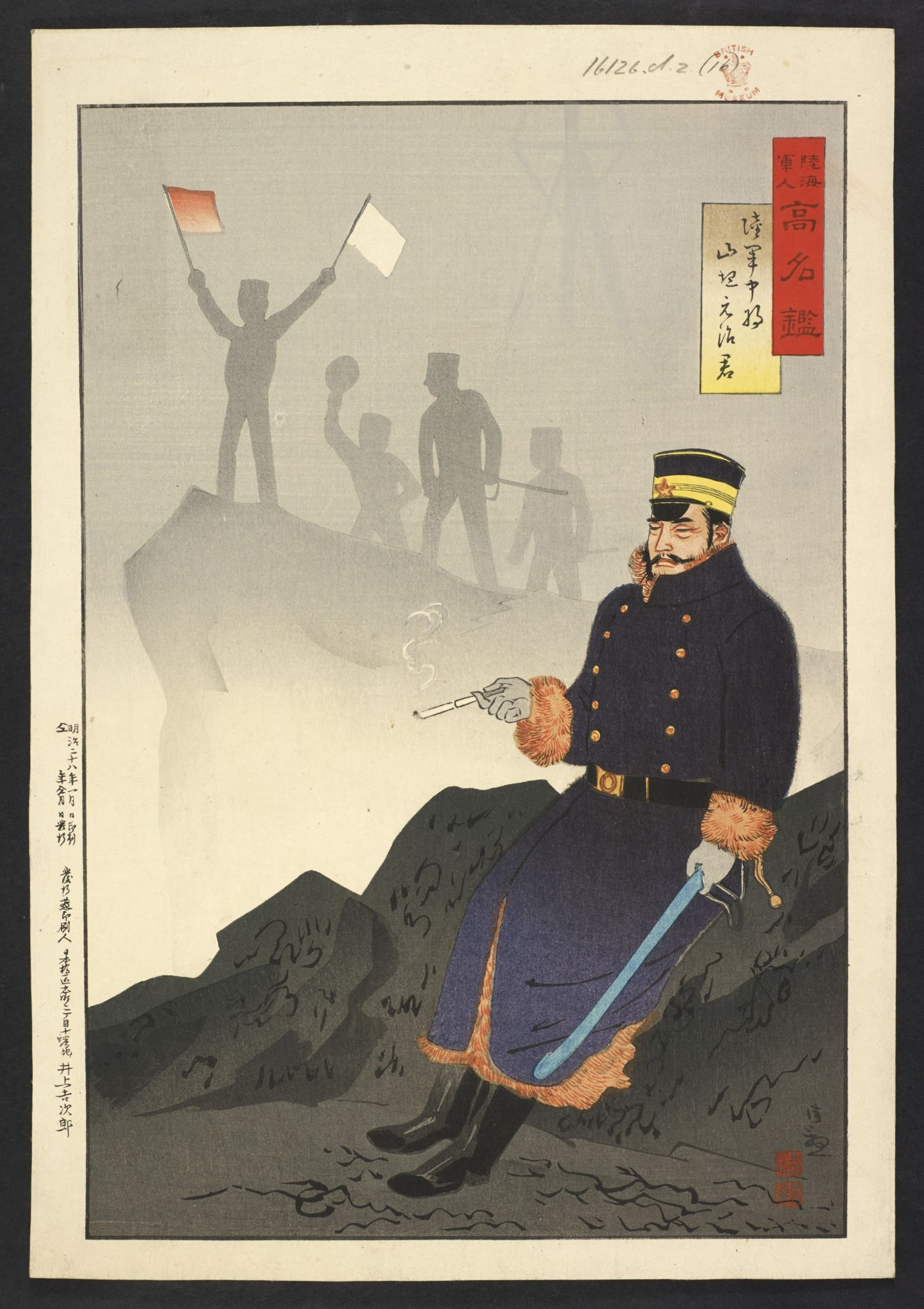
Кобаясі Кийошика. «Генерал-лейтенант Ямаї Мотохару», серія «Дзеркало армії і герої флоту», 1895

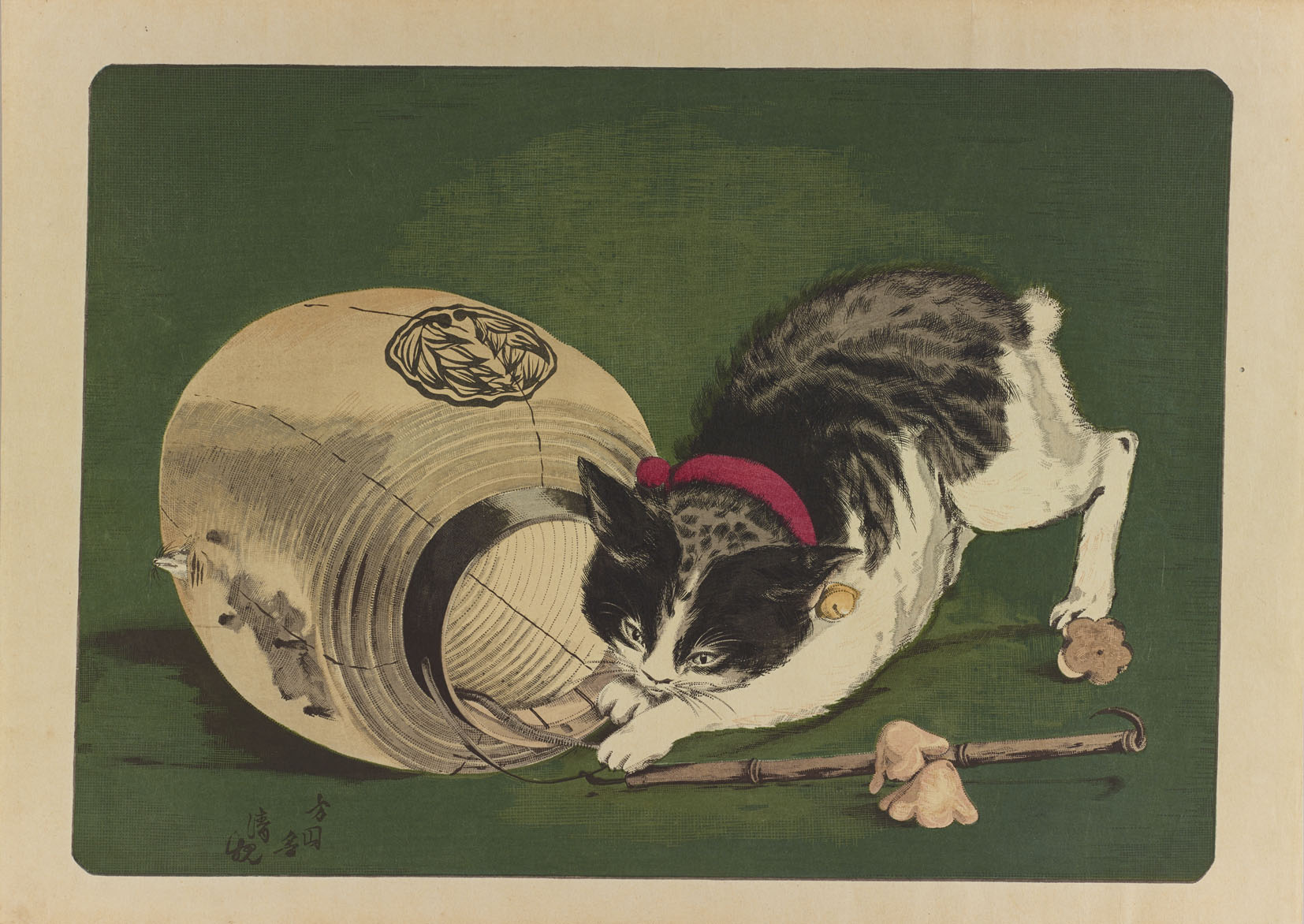
Кобаясі Кийошика. «Ігри з японським паперовим ліхтарем», 1877 р.
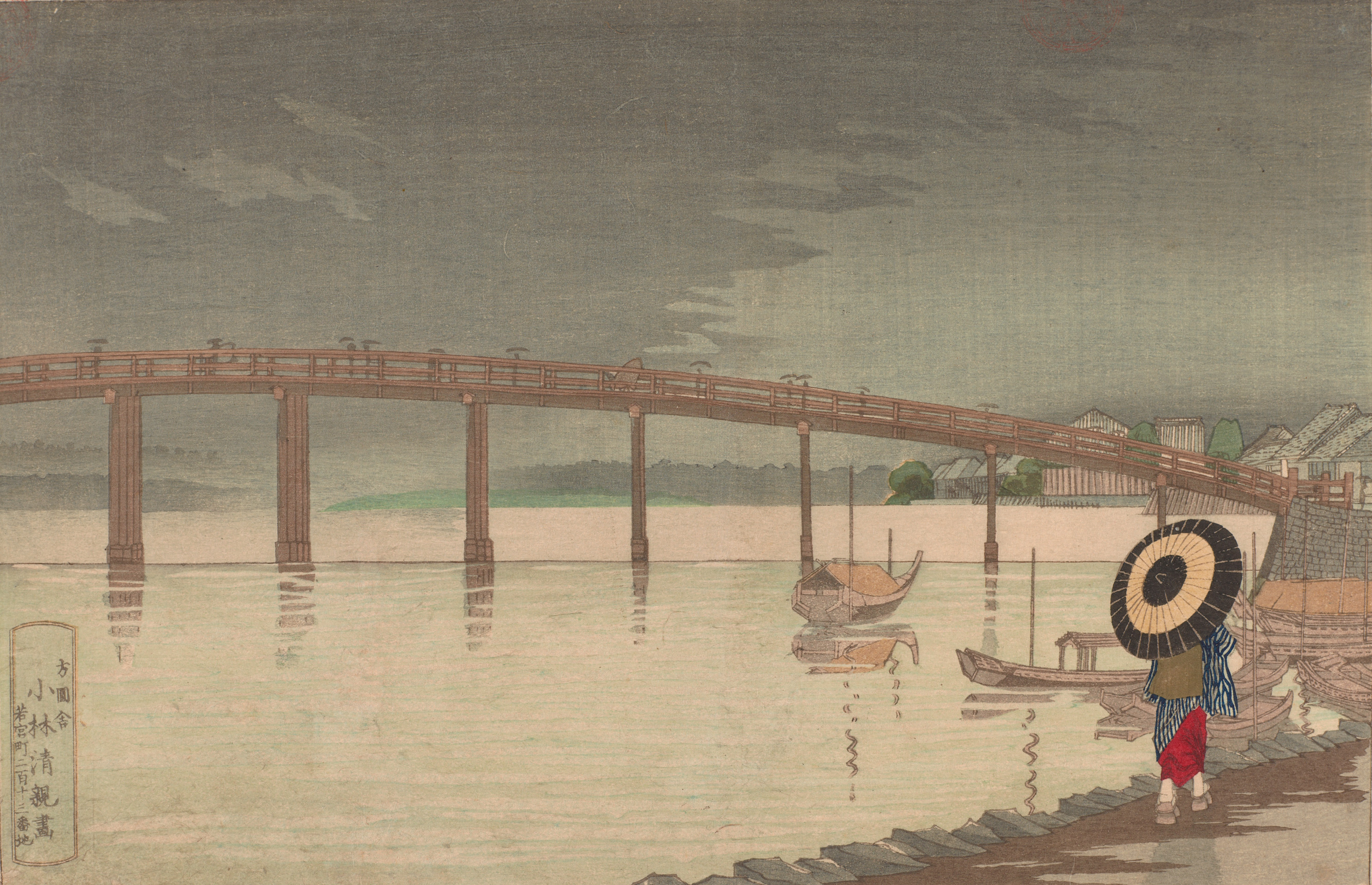
Кобаясі Кийошика. «Міст Шін-Охаши у Токіо під дощем», 1876 р.
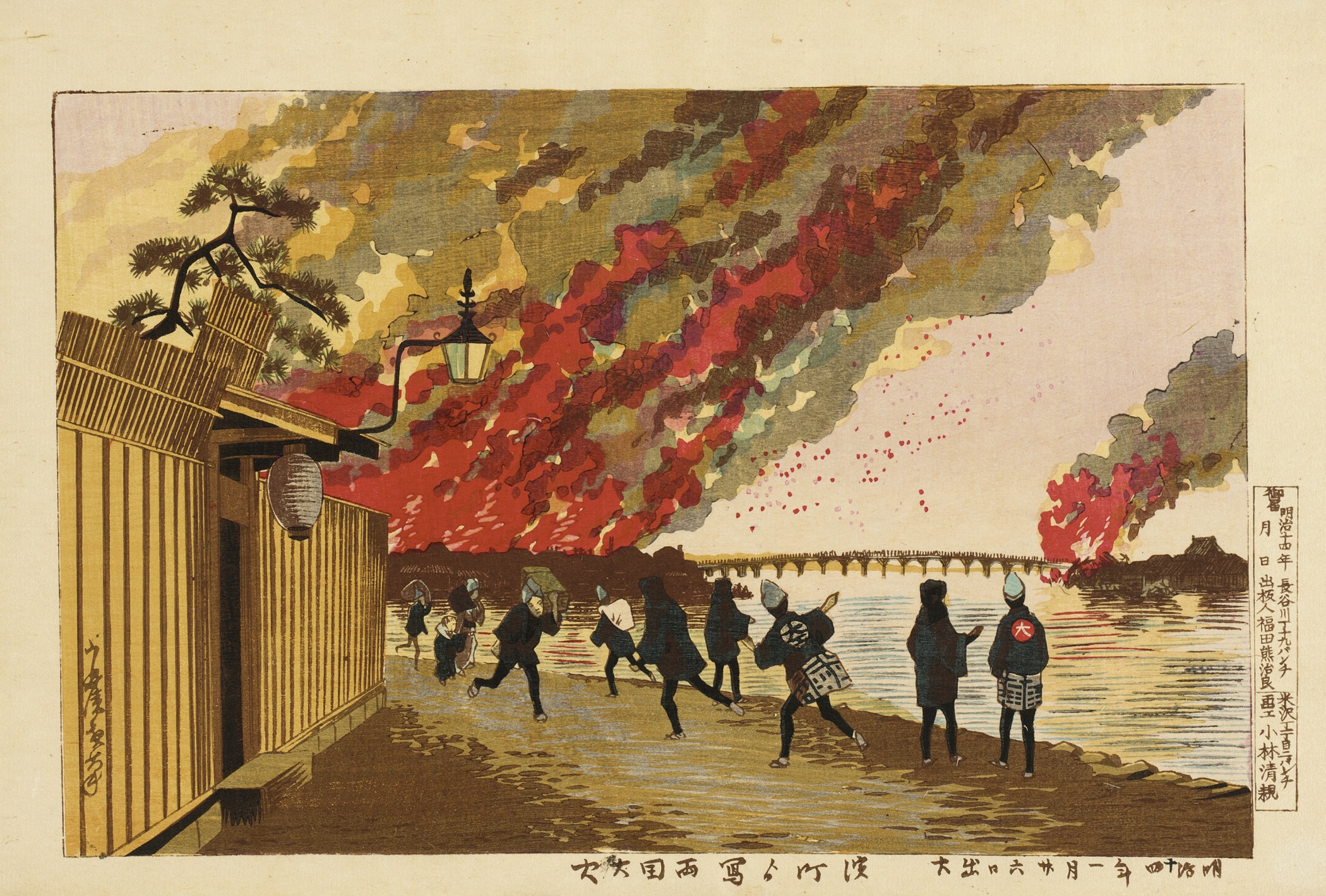
Кобаясі Кийошика. «Пожежа у Ріогоку», 1881 р.
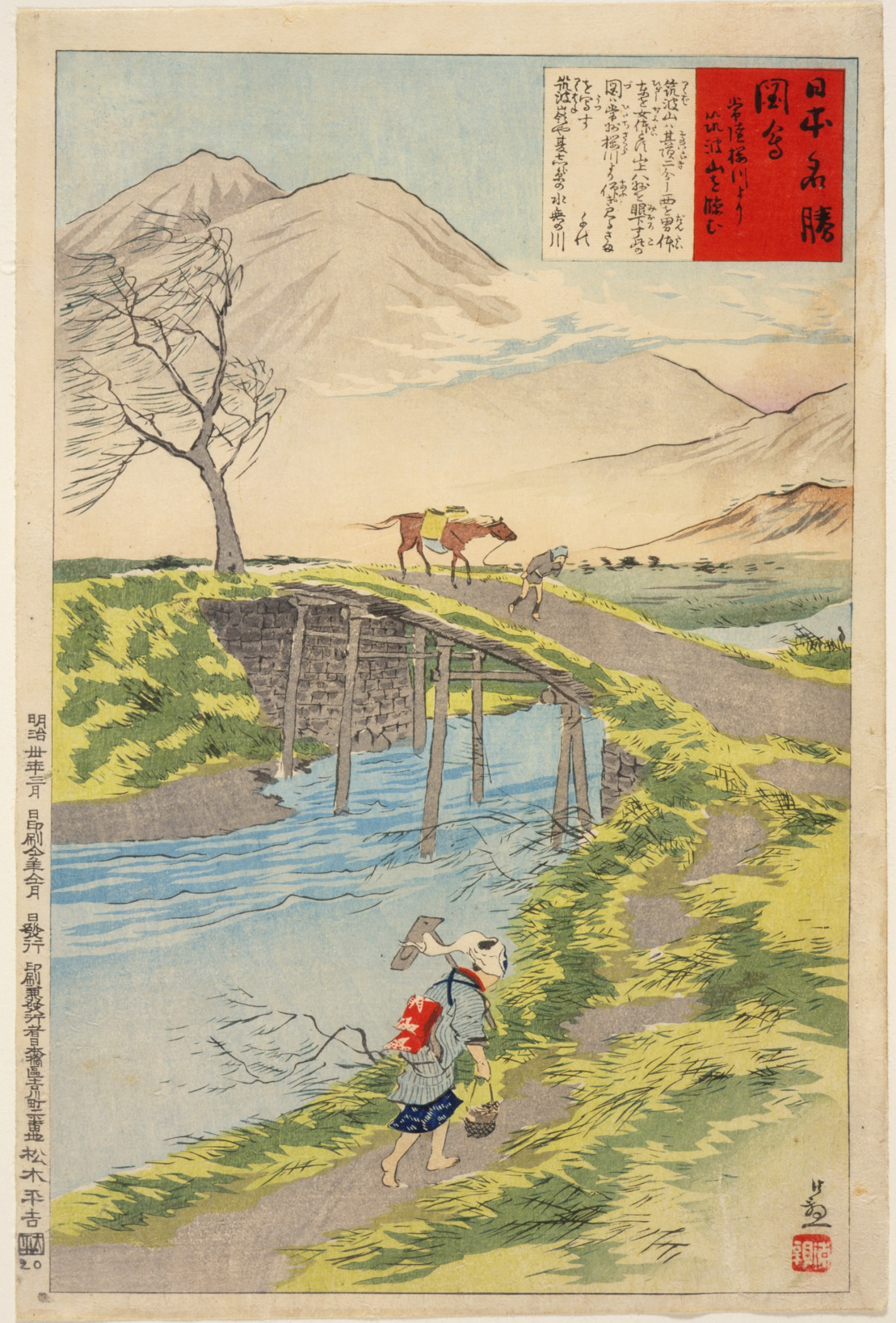
Кобаясі Кийошика. «Гора Цукуба біля річки Хітачі», 1897 р.